# Maurice Setters
Maurice Edgar Setters (ur. 16 grudnia 1936 w Honiton, zm. 22 listopada 2020) – angielski piłkarz występujący podczas kariery na pozycji pomocnika.

## Kariera klubowa
Maurice Setters piłkarską karierę rozpoczął w trzecioligowym Exeter City w 1954. Już po rozegraniu 10 meczów w Exeter Setters został kupiony przez pierwszoligowy West Bromwich Albion. W styczniu 1960 za sumę 30 tys. funtów został kupiony przez Manchester United. Z Czerwonymi Diabłami zdobył Puchar Anglii w 1963. W trakcie sezonu 1964/65 przeszedł do Stoke City. W 1967 przebywał na wypożyczeniu w grającym w North American Soccer League klubie Cleveland Stokers. W trakcie sezonu 1967/68 przeszedł do pierwszoligowego Coventry City, w którym występował do 1970. Ogółem w latach 1955–1970 rozegrał w lidze angielskiej 416 spotkań, w których zdobył 30 bramek. W latach 1969–1970 występował w drugoligowym Charlton Athletic, w którym zakończył karierę.
| Sezon   | Klub                      | Kraj              | Rozgrywki      | Mecze | Bramki |
| ------- | ------------------------- | ----------------- | -------------- | ----- | ------ |
| 1953/54 | Exeter City F.C.          | Anglia            | Division Three | 1     | 0      |
| 1954/55 | Exeter City F.C.          | Anglia            | Division Three | 9     | 0      |
| 1955/56 | West Bromwich Albion F.C. | Anglia            | Division One   | 11    | 2      |
| 1956/57 | West Bromwich Albion F.C. | Anglia            | Division One   | 21    | 1      |
| 1957/58 | West Bromwich Albion F.C. | Anglia            | Division One   | 27    | 3      |
| 1958/59 | West Bromwich Albion F.C. | Anglia            | Division One   | 41    | 2      |
| 1959/60 | West Bromwich Albion F.C. | Anglia            | Division One   | 20    | 2      |
| 1959/60 | Manchester United F.C.    | Anglia            | Division One   | 17    | 0      |
| 1960/61 | Manchester United F.C.    | Anglia            | Division One   | 40    | 4      |
| 1961/62 | Manchester United F.C.    | Anglia            | Division One   | 38    | 3      |
| 1962/63 | Manchester United F.C.    | Anglia            | Division One   | 27    | 1      |
| 1963/64 | Manchester United F.C.    | Anglia            | Division One   | 32    | 4      |
| 1964/65 | Manchester United F.C.    | Anglia            | Division One   | 5     | 0      |
| 1964/65 | Stoke City F.C.           | Anglia            | Division One   | 16    | 1      |
| 1965/66 | Stoke City F.C.           | Anglia            | Division One   | 39    | 3      |
| 1966/67 | Stoke City F.C.           | Anglia            | Division One   | 28    | 1      |
| 1967    | Cleveland Stokers         | Stany Zjednoczone | NASL           | 9     | 3      |
| 1967/68 | Stoke City F.C.           | Anglia            | Division One   | 3     | 0      |
| 1967/68 | Coventry City F.C.        | Anglia            | Division One   | 25    | 1      |
| 1968/69 | Coventry City F.C.        | Anglia            | Division One   | 17    | 2      |
| 1969/70 | Coventry City F.C.        | Anglia            | Division One   | 9     | 0      |
| 1969/70 | Charlton Athletic F.C.    | Anglia            | Division Two   | 8     | 1      |
| 1970/71 | Charlton Athletic F.C.    | Anglia            | Division Two   | 0     | 0      |

## Kariera reprezentacyjna
W 1958 Setters uczestniczył w mistrzostwach świata. Na turnieju w Szwecji był rezerwowym i nie wystąpił w żadnym meczu. Nigdy nie zdołał zadebiutować w reprezentacji Anglii.

## Kariera trenerska
Po zakończeniu kariery piłkarskiej Setters został trenerem. W latach 1971–1974 prowadził Doncaster Rovers. W 1983 był tymczasowym trenerem Sheffield Wednesday. W latach 1986–1995 był asystentem selekcjonera reprezentacji Irlandii Jacka Charltona.